# Рябчик Северцова (птица)
Это статья о птице, о растении см. Fritillaria sewerzowii (Виды рода Рябчик)
Ря́бчик Северцова (лат. Tetrastes sewerzowi) — птица из рода рябчиков, трибы тетеревиных, семейства фазановых. От обыкновенного рябчика отличается в первую очередь более тёмной окраской оперения. Видовое название дано в честь Николая Алексеевича Северцова — русского зоолога и путешественника.
Выделяют два подвида.

## Описание
Длина тела 33—36 сантиметров. Самки немного меньше, чем самцы. Самцы весят 290—375 г., самки 270—310 г.

## Ареал и местообитание
Ареал вида включает горы Юго-Восточного Китая, окаймляющие с востока Тибетское нагорье. Населяет смешанный лес с пересечённым рельефом, сетью ручьёв, оврагов, наличием полян, а также участки леса с обилием валежника.